# Kevin Nash
Kevin Scott Nash (n. 9 iulie 1959) este un wrestler american și un actor. Nash a activat de-a lungul carierei în numeroase promoții de wrestling, sub diverse nume de ring ( Diesel, Big Sexy sau Big Daddy Cool). În prezent activează în federația World Wrestling Entertainment.
Înainte de a începe cariera de wrestler a fost bodyguard.Nash a activat de-a lungul carierei în numeroase promoții de wrestling,WCW,TNA și în prezent WWE sub diverse nume de ring ( Diesel, Big Sexy).Are un record de cea mai rapidă victorie pentru o centură mondială de 8 sec împotriva mereu tânărului Bob Backlund.A făcut una din cele mai dominante echipe din istoria wrestlingului mondial împreună cu Scott Hall The Outsiders,când dominau Wrestlingul pe echipe pentru mulți ani,câștigând și foarte multe centuri pe echipe.

### WCW (1990-1993)
Nash a debutat în WCW, cu un păr portocaliu-cu țepi, sub numele de Steel, care înseamnă în română Oțel, Nash a făcut parte din echipa numită Master Blasters. El l-a avut ca partener pe Iron, care a fost mai târziu înlocuit de către Blade. Echipa Masters Blasters, s-a desființat după un an. După aceea, Nash și-a făcut frizura argintie, sub numele de Oz. Oz l-a avut manager, pe Merlin the Wizard. Oz, a pierdut, împotriva lui Ron Simmons, la The Great American Bash, 1991. Nash a luptat cu numele de Oz până la sfârșitul lui 1991. În ianuarie, 1992, Nash a intrat în ring sub numele de Vinnie Vegas, numele folosit de către Steve Martin, în filmul My Blue Heaven. Vinnie a fost recrutat în echipa A Half-Ton of Holy Hell, echipa formată de către Harey Race, care îi includea pe Big Van Vader și Mr. Hughes. Nash a ieșit din echipă în februarie, 1992, când s-a alăturat echipei The Diamond Mine, o echipă condusă de către Diamond Dallas Page, care îi avea în echipă pe The Diamond Studd(care avea să fie Scott Hall sau Razor Ramon) și Scotty Flamingo(care avea să fie Raven). După ce Studd și Flamingo au părăsit echipa, Page și Vegas au format echipa The Vegas Connection. Echipa s-a desființat la sfârșitul lui 1992 și Nash a părăsit WCW-ul, pentru a lucra în WWF.

### WWF/E (1993-1996)
Nash, a debutat pe 6 iunie 1993, în WWE, unde l-a ajutat pe Shawn Michaels să-l învingă pe Marty Jannetty, pentru Centura Intercontinentală. El a devenit sub numele de ,,Diesel, bodyguard-ul lui Shawn Michaels, el purta părul și barba neagră. În ianuarie, 1994, la Royal Rumble, Diesel a eliminat 7 oameni, în mai puțin de 18 minute, timpul în care a stat în ring. În timp, el și-a format porecla de Big Diesel sau Big Daddy Cool. Diesel l-a învins pe Razor Ramon și a câștigat Centura Intercontinentală, după interferența lui Shawn Michaels. Diesel a făcut echipă cu Michaels, și i-au învins pe Headshrinkers (Samu și Fatu), pentru Centura la Echipe. Diesel bate un nou record și câștigă centura WWF, după ce îl învinge pe Bob Backlund, în 8 secunde.
La primul PPV, In Your House, Diesel l-a învins pe Psycho Sid, într-un meci pentru centura WWF. La următorul In Your House, Diesel l-a învins din nou pe Sycho Sid, unde și-a păstrat din nou centura WWF. La In Your House 3, Diesel și Shawn Michaels, îi înving pe Yokozuna și British Bulldog, meci care era pentru centurile WWF și Intercontinentală Diesel bate un nou record, și câștigă Centura Mondială, după ce îl învinge pe Bob Backlund, în 8 secunde. La următorul In Your House, Diesel pierde împotriva lui British Bulldog, prin descalificare, și astfel își păstrează titlul.
La Survivor Series, Diesel pierde centura, împotriva lui Bret Hart, într-un meci fără descalificări. La In Your House 5, Diesel pierde prin descalificare, meciul cu Owen Hart. După aceea, a urmat Royal Rumble, unde Diesel a intrat numărul 22, și a fost eliminat ultimul, de către bunul său prieten și coleg la echipe, Shawn Michaels. La In Your House 6, Diesel pierde meciul cu Bret Hart, pentru centura WWF, într-un meci în cușca de oțel. La Wrestlemania 12, în 1996, Diesel pierde împotriva lui Undertaker.
După aceea începe un feud cu Shawn Michaels, iar Diesel pierde meciul pentru centura WWF, meci de tipul fără limite. La un house show, Diesel pierde din nou meciul cu Shawn Michaels, în cușcă, meci tot pentru centură. După meci, Diesel, Michaels, Razor Ramon și Hunter Hearst Helmsley (Triple H), formează un grup , numit The Kliq, folosit doar când era un speech sau retragere. Incidentul sa referit la Curtain Call sau MSG Incident. După aceea, Diesel și Razor Ramor, părăsesc WWF-ul, pentru WCW.

### Revenirea în WCW (1996-2001)

#### The Outsiders și nWo
Nash a debutat în WCW, pe 10 iunie 1996. El a format echipa The Outsiders, Nash având ca partener, pe Scott Hall. La PPV, Bash at the Beach, Nash,Hall și Hulk Hogan i-au învins (fără pinfall), pe Randy Savage, Sting și Lex Luger. Nash, Hall și Hogan, au format banda nWo. Până atunci, Nash și Hall, făceau echipa The Outsider, care au câștigat centura la echipe. Într-un meci din 1998, dintre Hogan și Savage, pentru centura WCW, Nash i-a dat un Jakknifed lui Hogan, iar Hogan a ieșit din nWo, Svage ieșind învingător. După aceea, Nash a format echipa nWo Wolfpac, unde făceau parte, Savage, Curt Hennig și Konnan. Ei aveau un feud, cu echipa lui Hogan, numită, nWo Hoolywood.
Într-un meci dintre Hall, Nash, Sting și The Giant (care a reintrat în nWo, după ce a fost dat afară cu doi ani în urmă), Hall l-a trădat pe Nash, și l-a lovit pe acesta cu propria centură la echipe și a părăsit ring-ul. În echipa lui Nash, s-a alăturat și Lex Luger. La Halloween Havoc, Hall l-a învins pe Nash, după ce Nash i-a dat două Jacknife Powerbomb-uri, și a părăsit ring-ul, Hall câștigând prin count-out.

### Campion la categoria grea
În luna următoare, la World War 3, Nash a intrat al 60-lea om, în meciul din trei ringuri, iar Nash a ieșit învingător, primind o șansă la titlul la categoria grea. La Starrcade, Nash îl învinge pe Goldberg, într-un meci fără descalificări, și câștigă centura la categoria grea. Nash i-a încheiat seria de victorii neîntreruptă a lui Goldberg. Pe 4 ianuarie 1999, Goldberg a primit o revanșă cu Nash, însă Goldberg a fost arestat (scenariu). În acea seară, Hulk Hogan revine, după ce și-a anunțat retragerea, cu două luni în urmă. Goldberg fiind arestat, Nash și-a pierdut titlul, după ce Hogan a trișat și l-a lovit în piept. După meci, Nash a reunit din nou nWo-ul dar doar pentru scurt timp. În mai, 1999, Nash câștigă campionatul mondial WCW, pentru a doua oară, după ce îl învinge pe Diamond Dallas Page la Slamboree. Apoi a apărut la emisiunea ,,The Tonight Show, și a pus o provocare de 250.000$, provocare la Bret Hart, pentru 24 mai programare. Fratele lui Bret Hart, Owen, a murit într-o cascadorie de wrestling. După aceea Bret Hart a mers la Los Angeles și a anulat meciul și vrăjmășia. La The Great American Bash, Nash îl învinge pe Savage, prin descalificare, după ce Sid Vicious, intervine, și îl lovește pe Nash cu un big boot, și îi dă un powerbomb lui Nash. După aceea la Bash at the Beach, Savage și Sid Vicious îi înving pe Nash și Sting, în meci Savage face pin-ul pe Nash, și astfel Savage devine noul campion la categoria grea. După aceea la Nitro, Nash intervine, într-un meci pentru titlu, dintre Hogan și Savage, unde îi dă un Jackknife Powerbomb, asigurându-i victoria lui Hogan. Săptămâna următoare, Nash îl atacă pe Hogan, în meciul împotriva lui Sid Vicious, și devine din nou heel. Nash, Sid și Rick Steiner, încep o vrăjmășie cu Hulk Hogan. La Road Wild, Hogan îl învinge pe Nash, într-un meci de tip, cine pierde se retrage, meciul fiind și pentru centura la categoria grea.
Nash se întoarce pe 4 octombrie 1999, împreună cu Scott Hall și unde anunță că va fi un nou nWo, care îi include pe Nash, Hall, Bret Hart și Jeff Jarrett. Nu a durat mult, și Bret Hart s-a accidentat, iar Nash a început vrăjmășii cu Terry Funk, Mike Awesome, Scott Steiner și Booker T. Nash a câștigat din nou centura la categoria grea, după ce l-a învins pe Booker T, pe 28 august 2000, în Las Cruces, Mexic. Nu a deținut mult centura, și la Fall Brawl, Nash pierde împotriva lui Booker T, meci în cușcă, unde Booker T își câștigă din nou centura. Nash a devenit un comissioner, și a devenit antrenor și mentor, celor de la Natural Born Thrillers, care din cele din urmă l-au trădat pe Nash. Nash s-a aliat cu Diamond Dallas Page, și au format echipa The Insiders. Ei au avut vrăjmășii cu echipa Perfect Event(formată din Shawn Stasiak și Chuck Palumbo), și Nash împreună cu Diamond Dallas Page, au câștigat centura la echipe, la PPV-ul Mayhem, pe 26 noiembrie 2000. După aceea, comissioner-ul, Mike Sanders, le-a luat titlurile. La Starrcade, ei au câștigat din nou centurile. În 2001, ultimele luni ale WCW-ului, The Insiders au continuat cu o vrăjmășie împotriva celor de la Natural Born Thrillers. La Superbrawl, Nash a pierdut din nou un meci de tip, cine pierde se retrage, dar cu pinfall-uri oriunde în arenă, împotriva lui Scott Steiner. După aceea, WCW-ul a anunțat că va vinde compania celor din WWF. Nash a semnat un contract cu AOL-Time Warner, iar Nash a ales să rămână până i se termină contractul, care a expirat pe 31 decembrie 2001.

### WWE (2002-2004)

#### Reformarea nWo și feud-ul cu Triple H
Kevin Nash (Diesel) revine în WWE, în 2002, împreună cu echipa nWo (Scott Hall și Hulk Hogan). Ei sunt draftați către RAW, după alegerea lui Ric Flair. Nash începe un feud cu Triple H, unde Nash pierde în cele din urmă. La Backlash, Nash, Shawn Michaels și Booker T, pierd împotriva lui Triple H, Ric Flair și Chris Jericho, după ce Triple H, îl lovește cu ciocanul pe Nash și face pin-ul. La Judment Day, Nash îl învinge pe Triple H, prin descalificare, într-un meci pentru Centura la categoria grea. La Bad Blood, într-un meci Hell in a Cell, Nash pierde împotriva lui Triple H.
În august, 2003, Nash pierde meciul împotriva lui Chris Jericho, într-un meci păr vs. păr. Cu câteva săptămâni înainte de Summerslam, Jericho i-a tăiat o bucată de părul lui Nash, iar acesta a început o vrăjmășie cu Jericho. La RAW, înainte de Summerslam, Goldberg a vrut să îi dea un Spear lui Triple H, însă acesta s-a ferit, și l-a nimerit pe Nash, după aceea Michaels a venit pe apron și i-a dat un Sweet Chin Music lui Triple H, iar Jericho l-a atacat pe la spate și Randy Orton a făcut un RKO. Tot în acea seară, Nash, după ce a încasat un Spear, i-a dat un Jacknife Powerbomb lui Goldberg. La Summerslam, Nash, este eliminat din Camera Eliminărilor, după un Sweet Chin Music de la Michaels, și eliminat prin pinfall de către Jericho. Înainte să plece din WWE, Nash a făcut un Jacknife Powerbomb, pe Jericho și Orton. Nash s-a accidentat la picior, și a avut nevoie de intervenție chirurgicală. După aceea contractul lui Nash a expirat și acesta a plecat din WWE.

### TNA (2004-2010)

#### Regii wrestling-ului și feud-ul cu Jeff Jarrett
Nash debutează în TNA, la Victory Road , în 2004, unde îl ajută pe Jeff Jarrett să își păstreze titlul, împotriva lui Jeff Hardy, într-un meci cu scări. La Turning Point, echipa lui Nash, numită Regii wrestlingului, formată din Nash, Jeff Jarrett și Scott Hall, pierd meciul împotriva echipei lui A.J. Styles, formată din A.J. Styles, Jeff Hardy și Randy Savage. La Destination X, Nash pierde meciul cu The Outlaw, meci de tip primul care sângerează. La Lockdown, Nash se accidentează și este înlocuit de B.G. James, meci câștigat de echipa lui Nash, formată din Sean Waltman, Diamond Dallas Page, și înlocuitorul lui Nash, B.G. James, care îi inving pe Jeff Jarrett, The Outlaw și Monty Brown. La TNA, în 2005, Nash se întoarce după o accidentare, și îi dă un Jacknife Powerbomb, lui Jeff Jarrett. El trebuia să aibă un meci cu Jarrett, la Bound for Glory, dar se accidentează din nou, și este înlocuit de Rhino, După aceea el se întoarce parțial în ring, în decembrie, 2005, într-un tur al TNA-ului, în Africa de Sud.

#### Mafia din main event
La Bound for Glory IV, Nash devine heel, și îl ajută pe Sting să devină campion la categoria grea. Kevin Nash, Kurt Angle, Booker T, Scott Steiner, creează gruparea Main Event Mafia. La Victory Road 2009, Nash îl învinge pe A.J. Styles, și devine campion TNA legends. La Hard Justice, Nash îl învinge pe Mick Foley și își păstrează centura. La No Surrender, Nash îl învinge pe Abyss, într-un meci 50,000$ bounty challenge, și își păstrează centura și încasează și 50,000$. După aceea, la Bound for Glory, Nash pierde centura, într-un meci three way, unde Eric Young îi învinge pe Nash și Hernandez. La Final Resolution, Nash câștigă o șansă pentru centura la echipe, unde a făcut echipă cu Samoa Joe, Rob Terry și Sheik Abdul Bashir, unde i-au învins pe Beer Money inc., Eric Young, Homicide, Kiyoshi, Cody Deaner, Jay Lethal și Consequences Creed. La Genesis, Nash și Syxx-Pac pierd împotriva celor de la Beer Money inc., unde echipa lui Nash, se numea The Band. În februarie, echipa din main event, se desființează, după plecarea lui Scott Steiner, și Nash se luptă pe cont propriu. La TNA, pe 14 octombrie 2010, Kevin Nash și Sting nu acceptă să intre în gruparea Immortal și părăsesc TNA-ul.

#### Revenirea în WWE (2011)
La Royal Rumble 2011, după 7 ani de absență în WWE, Nash se întoarce sub numele de Diesel, pe care nu l-a mai folosit din 1996. Diesel intră cu numărul 32, în Royal Rumble, din care este eliminat după câteva minute de Wade Barrett. Nash a acordat un interviu, celor din WWE, și a anunțat că se va întoarce în WWE, prin semnarea unui nou contract. A mai anunțat, și că, dacă nu era Diesel, el nu era decât un baschetbalist mediocru de la Universitatea din Tennessee.
La SummerSlam 2011,acesta revine în WWE,sub numele de Kevin Nash,atacându-l pe CM Punk la finalul partidei câștigate de acesta în fața lui John Cena.
Manevra de final: 
-Jackknife Powerbomb 
Centurile: 
WCW Champion 
WWE Champion 
World Tag Team Chapion

## Titluri în Wrestling
- Covey Promotions

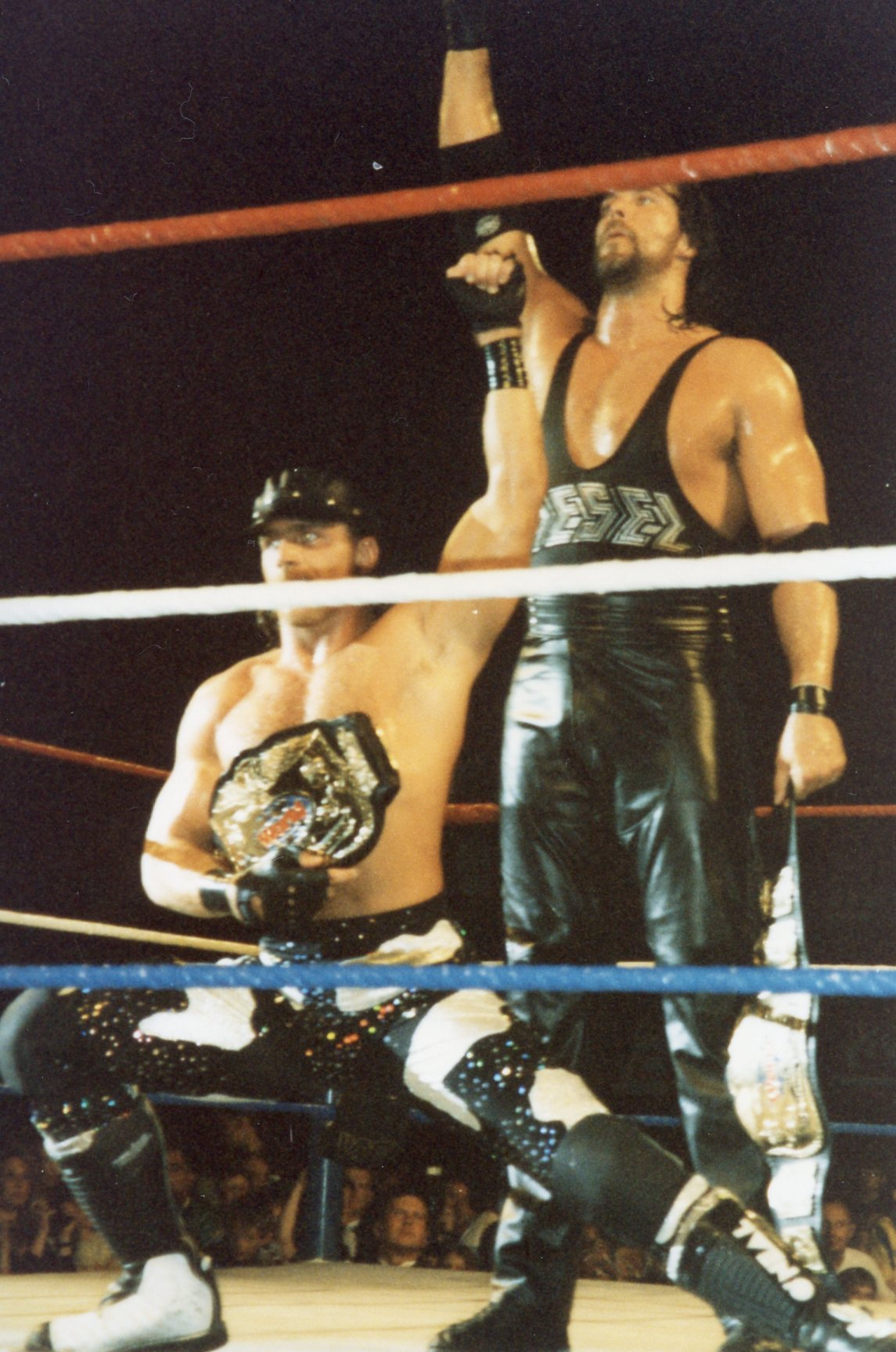
Nash (standing) is a two-time WWF Tag Team Champion – with both reigns being alongside Shawn Michaels (front)

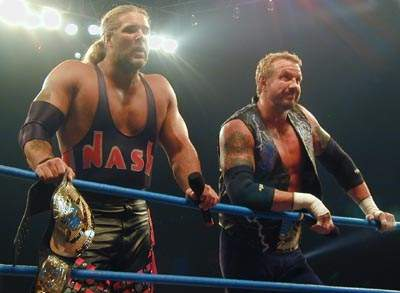
Nash (left) is a nine-time WCW World Tag Team Champion – with two of those reigns alongside Diamond Dallas Page (right)

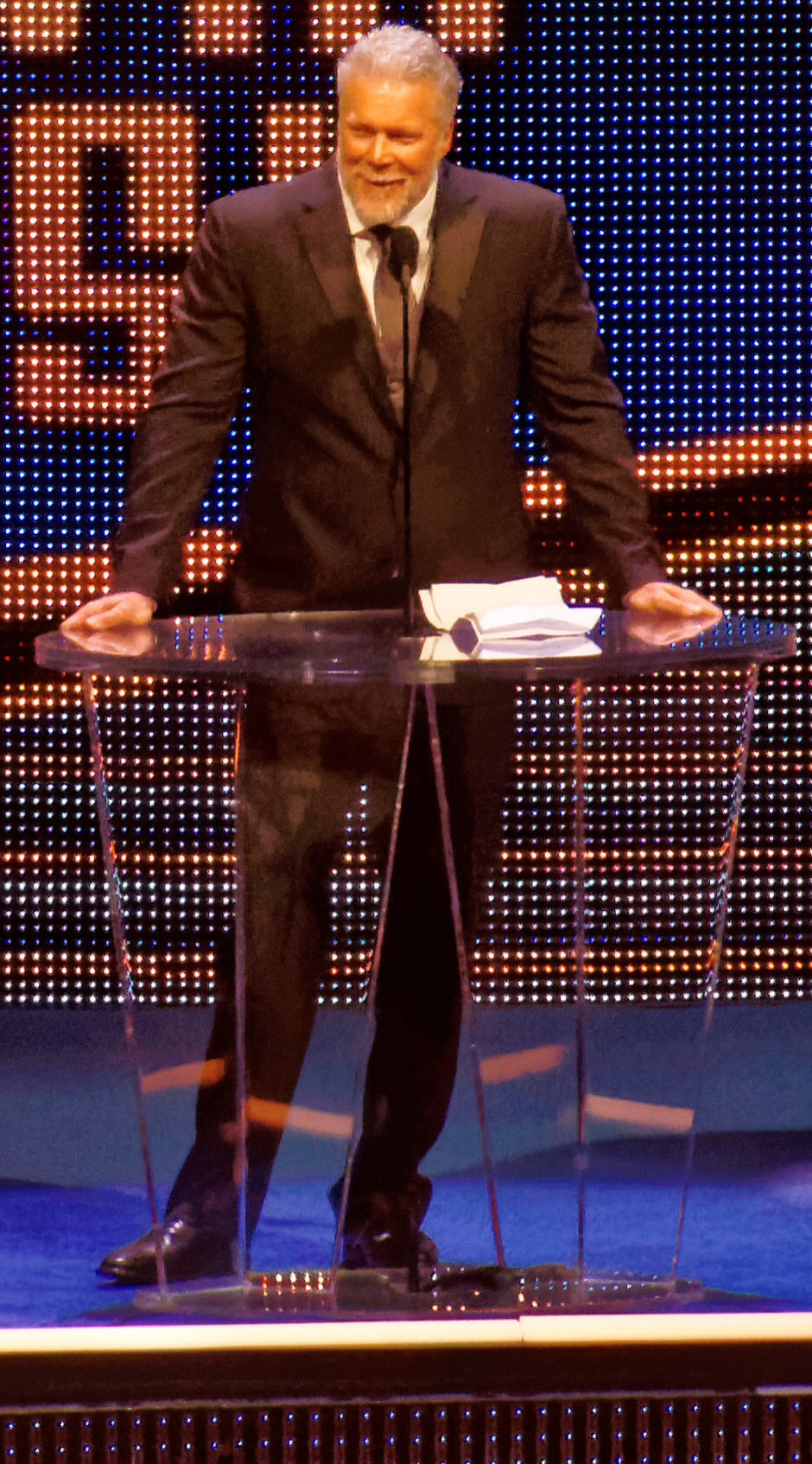
Nash was inducted into the WWE Hall of Fame in 2015

  - Covey Pro World Heavyweight Championship (1 dată)[2]
- Pro Wrestling Illustrated
  - Match of the Year (1995) vs. Shawn Michaels la WrestleMania XI[3]
  - Most Improved Wrestler of the Year (1994)[4]
  - Tag Team of the Year (1997) cu Scott Hall[5]
  - Wrestler of the Year (1995)
  - Ranked No. 1 of the top 500 singles wrestlers of the year in the PWI 500 in 1995[6]
  - Ranked No. 59 of the top 500 singles wrestlers of the PWI Years in 2003
- Total Nonstop Action Wrestling
  - TNA Legends Championship (2 ori)[7]
  - TNA World Tag Team Championship (1 dată)[Note 1] – with Eric Young and Scott Hall[8][9][10]
  - Feast or Fired (2009 – TNA World Tag Team Championship contract)
- World Championship Wrestling
  - WCW World Heavyweight Championship (5 ori)[11][12]
  - WCW World Tag Team Championship (9 ori) – cu Scott Hall (6), Diamond Dallas Page (2), și Sting (1)[13]
  - World War 3 (1998)
- World Wrestling Federation/WWE
  - WWF World Heavyweight Championship (1 dată)[14][15]
  - WWF Intercontinental Championship (1 dată)[16][17]
  - WWF Tag Team Championship (2 ori) – cu Shawn Michaels[18][19]
  - WWE Hall of Fame (class of 2015)
  - Slammy Awards (4 ori)
    - MVP (1994)
    - Best Tag Team (1994) – with Shawn Michaels
    - Worst Tag Team (1994) – with Shawn Michaels
    - Most Predictable Outcome of the Year (2011) – Performing a powerbomb on Santino Marella

  - Al treilea Triple Crown Champion
- Wrestling Observer Newsletter
  - Best Gimmick (1996) as a member of New World Order[20]
  - Most Improved (1994)[20]
  - Most Overrated (1999, 2000)[20]
  - Readers' Least Favorite Wrestler (2000)[20]
  - Worst Feud of the Year (2011) vs. Triple H[21]
  - Worst Gimmick (1991) ca Oz[20]
  - Worst Wrestler (1999, 2000)[20]